# Geragogik
Geragogik, Gerontagogik oder Alterspädagogik (aus altgriechisch γέρων géron, deutsch ‚Greis‘, sowie ἄγειν ágein, deutsch ‚führen‘, ‚transportieren‘, ‚treiben‘, ‚ziehen‘) bezeichnet die Wissenschaft von der Bildung im Alter sowie der Weiterbildung älterer Menschen. Sie beschäftigt sich mit didaktischen Konzepten, Methoden und Inhalten des Lernens von älteren Menschen und auch mit der Aufgabe, Menschen mittleren Alters auf den Ruhestand und die Begleiterscheinungen des Alterns vorzubereiten, sowie damit verbundenen sozialen und gesellschaftlichen Fragestellungen. Die Geragogik kann als Teilgebiet der Pädagogik oder auch der Gerontologie (Wissenschaft vom Altern) zugeordnet werden. Innerhalb der Sozialwissenschaften wird die Geragogik dem Bereich Soziale Arbeit zugeordnet. Auch in der Gesundheitsförderung findet sie Verwendung.

## Wortherkunft
Das Wort Gerontagogik ist eine Analogiebildung zu Pädagogik, das heißt übersetzt: „Kinder anleiten, zu etwas hinführen“; Gerontagogik bedeutet: „Alte Menschen anleiten, zu etwas hinführen“. Der Begriff wurde 1962 von Otto Friedrich Bollnow als „Lehre von der Erziehung der alten Menschen“ eingeführt. Der Begriff Geragogik wurde im Jahr 1965 von Hilarion Petzold geprägt und insbesondere von Hans Mieskes als Alternative zur Gerontagogik propagiert. Beide Begriffe werden weitgehend synonym verwendet, allerdings wird Gerontagogik von einigen Autoren mit klar pädagogischem Schwerpunkt bevorzugt, während der Begriff Geragogik häufiger im Kontext ganzheitlicher Konzepte fällt, bei denen etwa Methoden der Psychotherapie oder der Sozialpädagogik zur Anwendung kommen.

## Prinzipien und Ziele
Geragogik beinhaltet eine ganzheitliche, theoretische und praktische Lehre über den Alterungsprozess und den Lebensabschnitt Alter, gleichermaßen für die Generation der Kinder- und Jugendlichen, die Generation der Erwachsenen und die Generation der Alten.
Ziele der Geragogik sind u. a.:
- Ressourcen aktivieren, protektive Faktoren bereitstellen
- Kompetenzen und Performanz steigern
- Defizite (nicht mehr oder nur noch teilweise vorhandene Fähigkeiten) kompensieren
- die körperliche und psychische Leistungsfähigkeit älterer Menschen zu erhalten
- alte Menschen zu einer selbstbestimmten Lebensführung zu befähigen
- alterstypisches Lernverhalten zu fördern
- soziale Beziehungen zwischen älteren Menschen zu fördern
- Erhalt von Lebensqualität

Zu den praktischen Angeboten gehören Fortbildung (wie Vorträge, Seniorenstudium), Bewegung (Gymnastik, Tanzen), Freizeitgestaltung und therapeutische Maßnahmen (Psychomotorik, Realitätsorientierung). In vielfältiger Weise werden Erinnerungen aktiviert und das Erzählen der eigenen Lebensgeschichte gefördert: z. B. in „Erinnerungscafé“, Erzählcafé, Biografiearbeit oder Lebensrückblickstherapie.
Dadurch soll dem alten Menschen eine Auseinandersetzung mit sich selbst und seiner Umwelt, eine selbstbestimmte Lebensführung und die Bewältigung konkreter Umweltanforderungen ermöglicht werden.
In der Geragogik geht man vom Konzept des lebenslangen Lernens aus. Lernen erfolgt in jedem Lebensalter. Sie beschäftigt sich mit Methoden und Organisationsformen der Seniorenbildung und auch mit der Aufgabe, Menschen mittleren Alters auf den Ruhestand und die Begleiterscheinungen des Alterns vorzubereiten. Dabei greift sie auf Erkenntnisse der Gerontologie (Alterskunde) zurück. Geragogische Angebote richten sich an ältere Berufstätige, so genannte Junge Alte (60–75 Jahre), Alte Menschen (76–89 Jahre) und Hochbetagte (ab 90 Jahren). Geragogische Erkenntnisse sind sowohl für selbständig Wohnende als auch für Bewohner von Altenheimen von Bedeutung. Ein weiteres Ziel ist die Fortbildung aller in der Altenpflege beschäftigten Personen (u. a. Gesundheits- und Krankenpfleger, Altenpfleger, Physiotherapeuten, Pflegende Angehörige).